# Klara z Rimini
Klara z Rimini, właśc. wł. Chiara Agolanti (ur. 1280 w Rimini, zm. 10 lutego 1326 tamże) – klaryska i błogosławiona Kościoła rzymskokatolickiego.
Pochodziła ze znanego szlacheckiego florenckiego rodu Agolantich z Riccione. Wyszła za mąż dwukrotnie, lecz oba małżeństwa były bezdzietne. Prowadziła beztroskie, wystawne życie. W wieku lat 34, podczas modlitwy w kościele franciszkańskim w Rimini, rozpoczął się proces jej nawracania. Zaczęła prowadzić życie pokutnicy po śmierci drugiego męża. Zamieszkała w Urbino, działając charytatywnie. Opiekowała się chorymi i ubogimi, odwiedzała uwięzionych. Nazywano ją "Aniołem miłosierdzia". Po powrocie do Rimini, w 1316 roku ufundowała klasztor Matki Bożej Anielskiej, w którym zamieszkała wraz z dwunastoma towarzyszkami, składając profesję według reguły św. Klary z Asyżu i przez 10 lat była w nim przełożoną.
Zmarła 10 lutego 1326 roku.

## Kult
Papież Pius VI potwierdził jej kult jako błogosławionej, w 1784 roku.
Jej wspomnienie liturgiczne obchodzone jest 10 lutego.